# Mariano Díaz (cyclisme)
Pour les articles homonymes, voir Mariano Díaz et Díaz.
Díaz  Díaz est un nom espagnol. Le premier nom de famille, en général paternel, est Díaz ; le second, en général maternel, souvent omis, est Díaz.
Mariano Díaz Díaz (né le 17 septembre 1939 à Villarejo de Salvanés et mort le 5 avril 2014 dans le même lieu) est un coureur cycliste espagnol, professionnel de 1965 à 1971.

## Biographie
Avant de passer professionnel, Mariano Díaz participe aux Jeux olympiques de 1964 à Tokyo. Il se classe tout d'abord 8e de l'épreuve contre-la-montre par équipes, avec ses compatriotes Luis Pedro Santamarina, José Manuel López Rodríguez et José Ramon Goyeneche, puis 32e de la course en ligne.

## Palmarès

### Palmarès amateur
- 1963
  - Tour de Navarre
  - 3e du championnat d'Espagne sur route amateurs
- 1964
  - Tour de Navarre
  - 4e étape du Tour de la Bidassoa
- 1965
  - Tour de Navarre :
    - Classement général
    - 1re étape

  - 4e étape du Tour de la Bidassoa
  - 5e étape du Trophée Nice-Matin
  - Tour de l'Avenir :
    - Classement général
    - 2e et 10e étapes

  - 2e du Tour des Combrailles
  - 2e du Trophée Nice-Matin
  - 3e du Circuit de la Sarthe
  - 3e du Tour de la Bidassoa

### Palmarès professionnel
| - 1966 - Tour des vallées minières - 5e étape de la Grand Prix de la Bicicleta Eibarresa - 4e étape du Tour d'Ávila - 1967 - Tour d'Espagne : - Classement de la montagne - 11e étape - 8e du Tour d'Espagne - 1968 - Classement général du Tour du Levant - Classement général de la Semaine catalane - 2e de la Subida a Urkiola - 4e du Tour de Romandie | - 1969 - 15e étape du Tour d'Espagne - 7e étape du Tour de Suisse - 7e étape du Tour de France - GP Santander - Classement général du Tour de Catalogne - 3e du Tour du Pays basque - 3e du Gran Premio Nuestra Señora de Oro - 3e des Trois Jours de Leganés |  |

### Résultats sur les grands tours

#### Tour de France
3 participations
- 1966 : 20e
- 1967 : abandon (18e étape)
- 1969 : abandon (17e étape), vainqueur de la 7e étape

#### Tour d'Espagne
3 participations
- 1966 : 14e
- 1967 : 8e, vainqueur du Grand Prix de la montagne et de la 11e étape
- 1969 : 28e, vainqueur de la 15e étape

#### Tour d'Italie
1 participation
- 1968 : 13e disqualifié